# Hrvatska na MI 1993.
Hrvatska se je natjecala na Sredozemnim igrama koje su se održale u Languedoc-Roussilonu u Francuskoj od 16. do 27. lipnja 1993. godine. Ovo je bilo prvo samostalno sudjelovanje Republike Hrvatske na Mediteranskim igrama, 11. ukupno.
Po broju osvojenih odličja Hrvatska je bila na 6. mjestu. Za Hrvatsku je nastupalo ... natjecatelja.